# Léon Marsillon
Léon Marsillon (1824-1892) est un ingénieur diplômé de l'École centrale Paris (promotion 1843). Il  a œuvré dans le domaine de la construction d'infrastructures ferroviaires. Il réalisa des lignes de chemins de fer puis de tramways.
Léon Marsillon devient administrateur de la Compagnie générale des omnibus en 1882 et Vice-président de la Compagnie générale française de tramways.
Il est l'inventeur du rail Marsillon constitué d'un rail et d'un contre rail encastrés dans la chaussée. Le contre rail est boulonné sur le rail et l'ensemble repose sur des coussinets en fonte. Les coussinets sont fixés sur des traverses en chêne. Le rail est situé à 150mm au-dessus du plan de la traverse.
Il est enterré au cimetière du Père-Lachaise (56e division).